# Thyasira trisinuata
Thyasira trisinuata är en musselart som först beskrevs av d'Orbigny 1842.  Thyasira trisinuata ingår i släktet Thyasira och familjen Thyasiridae. Inga underarter finns listade i Catalogue of Life.